# 矢吹まりな
矢吹 まりな（やぶき まりな、1974年10月21日 - ）は、日本のAV女優。
埼玉県出身。
血液型：O型。身長：160cm。スリーサイズ：B82-W58-H84。

## 略歴
1993年7月10日、池内優美名義でアイドルグループの黒BUTAオールスターズ2期生の一員として歌手デビュー。同期にはELTの持田香織がいる。
1994年に矢吹まりなに改名してAVデビュー。

## 人物
異なるプロフィールがいくつかある。
- 「マドモアゼル誕生」のケース裏面のプロフィールでは、生年月日:1974年8月11日 血液型:B型 身長:160 サイズ:B82 W58 H84としている[1]。
- 「クライマックス アイドル」のケース裏面のプロフィールでは、生年月日:1974年10月11日 血液型:B型 身長:160 サイズ:B82 W58 H84としている[2]。
- XCITYプロフィールでは、生年月日:1975年10月21日 血液型:O型 身長:160 サイズ:B82(B-70) W58 H84としている[3]。
- FANZAプロフィールでは、生年月日:1974年10月21日 血液型:B型 身長:158 サイズ:B85(B) W55 H88としている[4]。

趣味:料理、ショッピング。

## 作品

### アダルトビデオ
1994年
- マドモアゼル誕生（12月29日、アトラス）＊デビュー作

1995年
- クライマックス アイドル（1月22日、宇宙企画）
- 濡れ蕾イキまくり姫（2月28日、アトラス21）
- 獣になりたい（3月5日、メディアステーション / BAZOOKA）
- ナースの桃は夜ひらく（4月21日、アトラス21）
- ディープレズ SEXカウンセラー禁断の治療室 矢吹まりな・河合メリージェーン（5月16日、KUKI）
- NEO出血大制服 11（5月22日、アトラス21）
- 悶えの極み（6月2日、アトラス21）
- 女教師いんらん痴漢電車 1（6月12日、笠倉出版社）
- 獣が獣に犯られる時（6月30日、アトラス21）
- 平成ブルマー倶楽部 5 観月沙緒理・矢吹まりな・野原夕里香 他（7月11日、笠倉出版社）
- スーパー痴女 若妻・してあげる（7月13日、オー・ケイ出版社）
- 裸恥監禁 矢吹まりなをイジメる（7月21日、アリスJAPAN / BABYLON）
- 桃尻ナース イクも天国、ハテるも極楽（7月31日、エイトマン）…共演:氷高小夜、桃瀬あかり
- ナース物語 濡れた茂み 4 観月沙織里・矢吹まりな・高城さやか・野原夕里香 他（8月11日、笠倉出版社）
- 新生スペルマ淫度 10 観月沙織里・高沢みずき・宮島さえ・矢吹まりな 他 全10名（8月11日、笠倉出版社）
- 女教師 密室淫行事件 何が彼女達をそうさせたのか!? 矢吹まりな・藍理里子・咲田美緒（8月28日、北都）
- 女子校生自主制作ビデオ ぱあと4 矢吹まりな 他（8月28日、北都 SHO-114）
- 15時の訪問者・羞恥の刻印（8月30日、大洋図書）
- 魅惑の恥じらいエクスタシー アイドルデビューコレクション 朝倉純・観月沙織里・広岡みらい・矢吹まりな 他（8月31日、アトラス21）
- SUPERセレクション vol.3 可愛ゆう・香坂ゆかり・矢吹まりな 他（9月10日、宇宙企画 FX-23）＊「ロリポップ天国」他を再編集したもの
- AVアイドル悪女物語（9月16日、KUKI / ViNL）…共演:宮木汐音、日吉亜衣
- 迸る熱い滴のエクスタシー（9月18日、アトラス21）
- 極楽おしゃぶりClub 2 矢吹まりな・織本さくら・林まゆみ 他（9月19日、メディアステーション／宇宙企画）
- 潮吹き美女館 森尾ひとみ 麻宮淳子・安藤有里・細川百合子・矢吹まりな 他（10月9日、笠倉出版社）
- レズ・ミックス 高野ひとみ・森尾ひとみ・河合メリージェーン・矢吹まりな・飯島恋 他（10月14日、KUKI / ViNL）
- 聖・淫獣学園（10月27日、シネマジック）
- ヤングマンチン創刊号 矢吹まりな・村上ゆう・河野奈々 他（10月27日、北都）
- 亀喰い人妻（11月2日、オー・ケイ出版社）
- 120人美女館 AV10年史 2 森村あすか・橘ますみ・秋元ともみ・小沢奈美・卑弥呼・矢吹まりな 他 全30名（11月11日、笠倉出版社）
- 全身M女まりなの変態測定（12月12日、司書房）
- 絶叫奴隷 2（12月15日、サクセス・ビデオ・コミュニティー）＊「裸恥監禁」を再編集したもの

1996年
- LINGERIE DOLLS Vol.3 麻宮淳子・矢吹まりな・細川しのぶ（1月15日、宇宙企画）
- ザ・レイプ 5 飯島恋・白川麻希・愛川みな・寺田弥生・矢吹まりな 他（2月14日、笠倉出版社 CAV36-67）全10名
- 新・咥え上手な乙女たち 2 細川しのぶ・矢吹まりな・川奈由依・土方ひかる 他（2月16日、シネマジック）
- 矢吹まりなの イケイケ絶倫妻 毎日2本極太注射（2月24日、イメージボックス）
- 宇宙企画DELUXE 夕樹舞子・里中あやか・中原美佑・有賀みほ・矢吹まりな・香坂ゆかり・北原梨奈・松田ちゆり（4月3日、宇宙企画 FX-26）全8名
- NEO出血大制服 スーパー・コレクション 2 水谷リカ・水原美々・浜田ルミ・麻宮淳子・矢吹まりな 他（4月26日、アトラス21）
- ファンタジーナイト（6月17日、アイビック）

1997年
- 制服アイドルコレクション 2 矢吹まりな・宮木汐音・麻宮淳子・水原美々 ほか（4月7日、アトラス21 MM-54）全8名
- ごく楽ミセス 人妻の楽園（11月10日、オデッセウス出版）
- クライマックス 絶叫濡れ場面集 4 矢吹まりな・香坂ゆかり 他（イメージ・ボックス）

1998年
- 続・調教美人9連発 風吹あんな・白川麻希・小森まみ・矢吹まりな 他（4月、司書房）
- イメクラ天国 麗華・矢吹まりな・芹澤あゆみ・みなみありす・小沢奈美 他（メディアバンク）

1999年
- 女教師スーパーコレクション 1 矢吹まりな・小室友里・後藤えり子・美里真理 他（11月6日、笠倉出版社）

2000年
- 女教師Selection 小林ひとみ メイファ 遠野みずほ 岡崎美女・矢吹まりな 他 全50名（6月16日、メディアバンク）DVD
- バニー 三浦あいか・水谷リカ・倉田千佳・君矢摩子・小沢まどか・矢吹まりな・日吉亜衣・川浜なつみ 他 全14名（6月16日、メディアバンク）DVD
- ゴージャスオナニー20連発 2 美穂由紀・飯島愛・小沢奈美・荒井まどか・矢吹まりな 他 全20名（9月1日、笠倉出版社）

2001年
- NEO出血大制服 完全版 1 若菜瀬奈・三田友穂・青木詩央里・矢吹まりな 他（1月17日、アトラス21 / ATLAS）
- 女教師痴漢電車ベスト20 2 有賀美穂・観月麗華・吉野美穂・琴野まゆ・矢吹まりな 他 全20名（6月27日、笠倉出版社）DVD
- SweetバニーCLUB 小沢まどか・若菜瀬奈・水谷リカ・三浦あいか・矢吹まりな 他（11月13日、アトラス21 / ATLAS）

2002年
- ブルマー20年史 小鳩マリ・水野さやか・沢木まゆみ・安藤有里・矢吹まりな 他（1月17日、笠倉出版社）DVD
- 特選制服痴漢電車 矢吹まりな 他 全20名（1月18日、笠倉出版社）DVD
- 生縛り 北原ななせ・野坂なつみ・桜樹ルイ・松本まりな・希志真理子・矢吹まりな 他（5月3日、デジタルドリームデベロップメント）DVD
- DVD VIDEO CINEMA SM COLLECTION vol.7 全身M女 風吹あんな・矢吹まりな（8月25日、司書房）＊DVD＆緊縛写真集の二本立て

2003年
- オナニー白書 Deluxe 1 浅倉舞・朝吹ケイト・松井はるか・矢吹まりな 他（4月11日、FIVE STAR）DVD
- NEO出血大制服ノーカット Vol.3 河合メリージェーン・観月沙織里・矢吹まりな・浜田ルミ（7月31日、アトラス21）DVD

2004年
- ATLAS TWENTY ONE 小林ひとみ・あいだもも・しいな純菜・みなみありす・鮎川真理・矢吹まりな 他 全60名（8月20日、アトラス21）DVD
- 人妻・若妻・美乳妻20年史 デラックス（10月15日、デジタルドリーム DAJ-047）DVD 全15名

2005年
- 緊縛 Deluxe Part3 桜沢菜々子・中村京子・嶋田琴美・矢吹まりな 他（6月10日、Five Star）DVD
- 宇宙企画Memorial 矢吹まりな（7月15日、宇宙企画）DVD ＊「クライマックスアイドル」「獣になりたい」を収録
- 人妻の情事 夫以外の男に中出しされた妻たち 森下さやか・吉野かおる・及川麗衣香・矢吹まりな 他（10月13日、隼エージェンシー）DVD
- 巨乳中出し240 8 村山かづは・木村藍・ユリア・矢吹まりな 他（10月13日、隼エージェンシー）DVD
- 近親相姦8ストーリー 第十一章 矢吹まりな・仲西彩乃・和希優子 他（12月5日、隼エージェンシー）DVD
- オナニスト 第XII章 32人のズリマン女 川村優衣・松下ゆうか・若葉薫子・矢吹まりな 他 全32名（12月5日、隼エージェンシー）DVD

2006年以降
- BEST4時間 矢吹まりな（2006年4月21日、アトラス21 / ATLAS）DVD ＊「濡れ蕾イキまくり姫」「ナースの桃は夜ひらく」「NEO出血大制服 11」「獣が獣に犯られる時」を収録
- 昼下がりの犯され妻 10人の奴隷妻 6 友田真希・森宮真美・愛沢美奈・矢吹まりな 他（2007年1月13日、隼エージェンシー）DVD
- 極限ファック･･･イクまでやめない女たち（2007年10月31日、ビデオバンク）DVD　＊「死ぬか、イクか?!／岡崎美女」「桃尻ナース イクも天国、ハテるも極楽／矢吹まりな」を収録
- 淫獣教師 4 実写版（2008年3月28日、ピンクパイナップル）DVD ＊Vシネマ「淫獣教師 4 実写版」のDVD版
- 宇宙企画 The Complete till 2008 完全限定版 かわいさとみ・かわいなつみ・葵みのり・及川奈央・矢吹まりな 他 全100名（2008年12月26日、宇宙企画）DVD ＊2,000枚限定
- The Best of No.1 矢吹まりな Deluxe（2009年11月6日、メディアバンク / FIVE STAR）DVD
- 復刻セレクション Wパック 南極2号 ＆ AVアイドル悪女物語（2014年3月14日、KUKI）DVD ＊「南極2号／日吉亜衣」「AVアイドル悪女物語／矢吹まりな」を収録
- 巨乳妻悶絶レイプ生中出し20人4時間 第四章 吉野かおる・矢吹まりな・北沢亜美 他（2015年3月19日、MANJIRO）DVD
- 伝説の大女優 エグすぎ闇流出 5枚組 20時間 vol．2 橘ますみ・冴島奈緒・小林ひとみ・矢吹まりな 他（2019年7月26日、群雄社）DVD

発売年不明
- THE BEST SHOT OF HAIR（日本ビデオ販売 SRH-01）VHS
- 武蔵野の夫人 名作の中の女たち（フェニックスビデオ MA-001）VHS

### 映画
- 不倫志願 主人に内緒で（1995年6月2日公開、エクセス・フィルム）監督:佐々木尚[5]
- 淫らに濡れる人妻たち（1995年8月18日公開、エクセス・フィルム）監督:坂本太[6]

### Vシネマ・オリジナルビデオ
- 野獣 地獄からの生還（1995年11月1日、バップ）監督:吉田使憲 原作:大薮春彦[7]
- 女犯 十手裏仕置 2（1995年、キングレコード）監督:酒井信行[8]
- ワル 正伝（1996年2月2日、タキ・コーポレーションズ）監督:佐々木正人[9]
- 淫獣教師 4 実写版（1996年7月26日、ピンクパイナップル）監督:服部光則[10]
- 標的 処女の生血（1997年6月21日、ジェイ・ブイ・ディー）監督:後藤秀司[11]

## 出演

### バラエティ番組
- Mars TV (1994年10月3日 - 1995年3月28日、フジテレビ・深夜番組放送枠) ストリップ・コーナー
- ドリフ大爆笑 (1995年9月、フジテレビ) 巌流島コント

## 写真集
- 1/1 HAIR POSTER 等身大ヘアポスター写真集 青沼ちあさ・麻生早苗・可愛ゆう・北原梨奈・矢吹まりな 他（1996年8月25日、英知出版）撮影:岡克己 古川春彦 池田享昭 ISBN 9784754211196
- ミニスカマニア 愛蔵版！！　超ミニスカ肉体娘エロスの衝撃！！ 矢吹まりな 水野愛 観月沙織里 岡崎美女 ほか（?、?）

## 雑誌
- URECCO 1995年3月号、1995年12月号（ミリオン出版）
- CD-ROMギャルズクリップ VOL.2（1995年5月20日、メディアックス）
- 写真集系雑誌　アクトレス DELUXE Vol.2 青沼ちあさ・盛本真理子・嶋田加織・矢吹まりな 他（1995年6月6日、リイド社）
- オレンジ通信 1995年6月号（表紙）（東京三世社）
- ギャルズ通信 1995年6月号（日本出版社）
- パンストピア No.10（1995年7月10日、日本出版社）
- ビデオボーイ No.140（1995年12月1日、英知出版）
- Bejeans VOL.19／1995年12月15日号、VOL.26／1996年4月15日号（1英知出版）
- GOKUH 1995年12月号（英知出版）
- 月刊 おとこの遊び専科 1996年4月号（青人社）
- Be脚CLUB（1996年5月15日、メディアックス）
- 写真集系雑誌 PHOTO SHOT Vol.16 永井まどか・真弓倫子・嶋村かおり・城麻美・矢吹まりな 他（1996年6月30日、英知出版）
- Sweet Lingerie 4（1996年10月5日、英知出版）
- DVD VIDEO CINEMA SM COLLECTION vol.7 全身M女 風吹あんな・矢吹まりな（2002年8月25日、司書房）＊DVD＆緊縛写真集の二本立て